# SV Union 1910 Gelsenkirchen
SV Union 1910 Gelsenkirchen was een Duitse voetbalclub uit Gelsenkirchen. De club bestond van 1910 tot 1950 toen het fuseerde met Alemannia Gelsenkirchen tot Eintracht Gelsenkirchen.

## Geschiedenis
Na een fusie tussen Viktoria Gelsenkirchen-Neustadt en Germania Ückendorf ontstond in 1910 SV Union Gelsenkirchen. De club was aangesloten bij de West-Duitse voetbalbond en speelde in de Ruhrcompetitie.
In 1931 eindigde de club samen met Schwarz-Weiß Essen op de eerste plaats in groep B en versloeg deze club na een testwedstrijd met 2:3 na verlengingen. In de finale om de algemene titel stond de club tegenover SV Germania 06 Bochum en droogde deze club af met 4:0. Hierdoor plaatste de club zich voor de eindronde om de West-Duitse titel. De acht kampioenen werden over twee groepen van vier verdeeld en Union eindigde samen met SuS Hüsten 09 op de laatste plaats. In 1933 werd de Gauliga ingevoerd als nieuwe hoogste klasse en hier plaatste Union zich niet voor. In 1938 maakte de club kans op promotie, maar moest die uiteindelijk aan SC Preußen Münster laten. Twee jaar later slaagde de club er wel in te promoveren. De Gauliga was echter een maatje te groot en de club kreeg zware nederlagen om de oren zoals een 1-7 thuisnederlaag tegen Schalke 04 en een 7-0 uitnederlaag tegen VfB Bielefeld. De club degradeerde meteen. Na de oorlog speelde de club wel in de Landesliga Westfalen, maar kon zich niet plaatsen voor de Oberliga. In 1950 fuseerde de club met Alemannia.

## Erelijst
Kampioen Ruhr
1931